# John Battle
John Sidney Battle (nacido el 9 de noviembre de 1962 en Washington D. C.) es un exjugador de baloncesto estadounidense que jugó diez temporadas en la NBA. Con 1,88 metros de estatura, jugaba en la posición de base.

## Trayectoria deportiva

### Universidad
Jugó cuatro temporadas con los Scarlet Knights de la Universidad Rutgers, en las que promedió 12,1 puntos y 2,4 rebotes por partido. En sus dos últimas temporadas fue incluido en el mejor quinteto de la Atlantic Ten Conference, tras liderar en ambas la clasificación de máximos anotadores, con 21,0 puntos por partido en cada una de ellas.

### Profesional
Fue elegido en la octogésimo cuarta posición del Draft de la NBA de 1985 por Atlanta Hawks, donde jugó seis temporadas a la sombra de Doc Rivers y Spud Webb. La mejor de todas fue la última, en la que promedió 13,6 puntos y 2,7 asistencias por partido.
Antes del comienzo de la temporada 1991-92 los Hawks renunciaron a sus derechos, firmando como agente libre por los Cleveland Cavaliers, donde en su primer año, como suplente de Mark Price, promedió 10,3 puntos y 2,1 asistencias por partido. Jugó tres temporadas más con los Cavs, retirándose en 1995.

## Estadísticas de su carrera en la NBA

### Temporada regular
| Año     | Equipo    | PJ  | PT | MPP  | %TC  | %3P  | %TL  | RPP | APP | ROB | TPP | PPP  |
| ------- | --------- | --- | -- | ---- | ---- | ---- | ---- | --- | --- | --- | --- | ---- |
| 1985-86 | Atlanta   | 64  | 0  | 10.0 | .455 | .000 | .728 | 1.0 | 1.2 | 0.4 | 0.0 | 4.3  |
| 1986-87 | Atlanta   | 64  | 8  | 12.6 | .457 | .000 | .738 | 0.9 | 1.9 | 0.5 | 0.1 | 6.0  |
| 1987-88 | Atlanta   | 67  | 1  | 18.3 | .454 | .390 | .750 | 1.7 | 2.4 | 0.5 | 0.1 | 10.6 |
| 1988-89 | Atlanta   | 82  | 0  | 20.4 | .457 | .324 | .815 | 1.7 | 2.4 | 0.5 | 0.1 | 9.5  |
| 1989-90 | Atlanta   | 60  | 48 | 24.6 | .506 | .154 | .756 | 1.7 | 2.6 | 0.5 | 0.1 | 10.9 |
| 1990-91 | Atlanta   | 79  | 2  | 23.6 | .461 | .286 | .854 | 2.0 | 2.7 | 0.6 | 0.1 | 13.6 |
| 1991-92 | Cleveland | 76  | 2  | 21.5 | .480 | .118 | .848 | 1.5 | 2.1 | 0.5 | 0.1 | 10.3 |
| 1992-93 | Cleveland | 41  | 0  | 12.1 | .415 | .167 | .778 | 0.7 | 1.3 | 0.2 | 0.1 | 5.4  |
| 1993-94 | Cleveland | 51  | 1  | 16.0 | .476 | .263 | .753 | 0.8 | 1.6 | 0.4 | 0.0 | 6.6  |
| 1994-95 | Cleveland | 28  | 0  | 10.0 | .377 | .355 | .731 | 0.4 | 1.3 | 0.3 | 0.0 | 4.1  |
| Total   | Total     | 612 | 62 | 17.8 | .464 | .273 | .793 | 1.3 | 2.1 | 0.4 | 0.1 | 8.7  |

### Playoffs
| Año   | Equipo    | PJ | PT | MPP  | %TC   | %3P  | %TL  | RPP | APP | ROB | TPP | PPP  |
| ----- | --------- | -- | -- | ---- | ----- | ---- | ---- | --- | --- | --- | --- | ---- |
| 1986  | Atlanta   | 6  | 0  | 4.5  | .364  | .000 | .750 | 0.7 | 0.3 | 0.3 | 0.0 | 1.8  |
| 1987  | Atlanta   | 8  | 0  | 9.8  | .441  | .400 | .913 | 1.3 | 1.0 | 0.1 | 0.0 | 6.6  |
| 1988  | Atlanta   | 12 | 0  | 13.8 | .478  | .000 | .680 | 1.7 | 2.2 | 0.2 | 0.0 | 6.8  |
| 1989  | Atlanta   | 5  | 0  | 23.6 | .435  | .000 | .750 | 2.6 | 3.2 | 0.4 | 0.0 | 9.8  |
| 1991  | Atlanta   | 5  | 0  | 21.4 | .364  | .400 | .960 | 2.0 | 2.2 | 0.2 | 0.0 | 11.6 |
| 1992  | Cleveland | 15 | 0  | 13.5 | .415  | .000 | .913 | 0.8 | 1.0 | 0.3 | 0.1 | 5.9  |
| 1993  | Cleveland | 1  | 0  | 6.0  | .000  | –    | –    | 1.0 | 1.0 | 0.0 | 0.0 | 0.0  |
| 1994  | Cleveland | 1  | 0  | 8.0  | 1.000 | –    | –    | 2.0 | 0.0 | 0.0 | 0.0 | 2.0  |
| 1995  | Cleveland | 2  | 0  | 3.5  | .667  | .000 | –    | 0.0 | 0.5 | 0.0 | 0.0 | 2.0  |
| Total | Total     | 55 | 0  | 13.1 | .429  | .182 | .848 | 1.3 | 1.5 | 0.2 | 0.0 | 6.3  |